# KMSKデインズ
コーニンクレッカ・マーツハッパイ・スポルトクリン・デインズ（オランダ語: Koninklijke Maatschappij Sportkring Deinze、オランダ語発音: [ˈdɛi̯nzə] ( 音声ファイル)）は、ベルギー・オースト＝フランデレン州デインズを本拠地としていたサッカークラブである。

## 歴史
1926年3月12日に設立し、同月20日にベルギーサッカー協会の承認を受けた。登録番号は818番を割り当てられた。
1940年に本拠地がゴミ捨て場に転用されたために活動が中止されたものの、第二次世界大戦中にホッケーや水泳、卓球などの分野に進出した。1946年にサッカー部門も再開した。
1976年に初の全国リーグに昇格した。同年から建設が始まったダコタ・アレーナは1978年に完成したため本拠地をここに移した。しかし1981年に地域リーグへと降格、だが翌年に全国リーグに昇格した。1992年と1993年には連続で昇格し、プロキシマス・リーグに初参戦した。
2009年に3部に降格した。翌年は昇格プレーオフで敗退し、3年後にもプレーオフ敗退を喫したため、昇格は2015年にまで延びた。2部に復帰したものの、翌2016年にリーグが再編されて3部所属となった。
2017年に本拠地を市から52万1000ユーロで購入した。2020年に2部に再昇格した。2022年2月に日系のACAフットボール・パートナーズが買収した。
2024年12月11日、ACAフットボール・パートナーズがクラブ運営から撤退したことに伴い、破産宣告を受け、クラブ消滅となった。

## 歴代所属選手
- 宮本優太 2023
- イルハン・ファンディ 2023-2024
- マルセリーノ・フェルディナン 2023-2024